# Crise haitiana (2018–presente)
A crise haitiana é uma crise socioeconômica e política em curso no Haiti desde 2018 marcada por protestos e distúrbios civis contra o governo haitiano, violência de gangues armadas, um surto de cólera, escassez de combustível e água potável e fome aguda generalizada. Os protestos começaram em cidades de todo o Haiti em 7 de julho de 2018 em resposta ao aumento dos preços dos combustíveis. Com o tempo, esses protestos evoluíram para demandas pela renúncia de Jovenel Moïse, o então presidente do Haiti. Liderados pelo político da oposição Jean-Charles Moïse (sem parentesco), os manifestantes afirmaram que seu objetivo era criar um governo de transição, disponibilizar programas sociais e processar funcionários supostamente corruptos. Em 7 de fevereiro de 2021, apoiadores da oposição contra o então titular Jovenel Moïse supostamente tentaram um golpe de Estado, levando a 23 prisões, bem como confrontos entre manifestantes e policiais.
No desenrolar da crise houve seis mudanças de primeiro-ministro e a Assembleia Nacional não pôde realizar as suas eleições, desaparecendo na prática. Em 7 de julho de 2021, Jovenel Moïse foi assassinado, supostamente por um grupo de 28 mercenários estrangeiros; três dos supostos assassinos foram mortos e 20 presos. Depois que o primeiro-ministro interino Claude Joseph deixou o cargo, Ariel Henry foi empossado como primeiro-ministro interino em 20 de julho de 2021. Manifestantes e defensores dos direitos civis no Haiti argumentaram que o status de Henry como primeiro-ministro é ilegítimo.
Em setembro de 2022, Henry anunciou que o governo acabaria com os subsídios aos combustíveis e que o preço dos produtos petrolíferos aumentaria; isso levou a protestos, incluindo uma manifestação em Porto Príncipe que se transformou em um motim dias depois. Em resposta ao governo, uma aliança de mais de uma dezena de gangues bloqueou o maior terminal de combustível do país. Esse bloqueio e os distúrbios ao redor levaram ao fechamento temporário de embaixadas estrangeiras no Haiti, bem como à escassez de recursos, reduções de serviços hospitalares, fechamento de escolas e trabalhadores impossibilitados de se deslocar para o trabalho. Em 11 de outubro de 2022, Henry e seu gabinete solicitaram o envio de tropas estrangeiras para se opor às gangues e manifestações antigovernamentais em Porto Príncipe. Em 15 de outubro, os Estados Unidos e o México enviaram veículos blindados e equipamentos militares para ajudar o governo haitiano. Em 21 de outubro, o Conselho de Segurança da ONU votou por unanimidade para aprovar sanções ao Haiti, ou seja, um congelamento de bens, proibição de viagens e embargo de armas contra as gangues armadas do país.
Em março de 2024, o primeiro-ministro em exercício, Ariel Henry, foi impedido de regressar ao Haiti após uma viagem destinada a garantir a ajuda da polícia do Quênia na contenção da violência dos gangues. O vácuo de poder, juntamente com o caos nas ruas, levou à marcação de uma reunião de emergência da CARICOM para 11 de março.

## Contexto

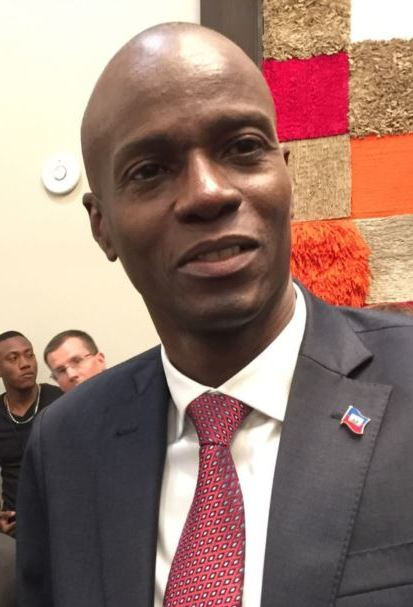
Jovenel Moïse, presidente da República a partir de 2016.

### Situação politica
Após o término do mandato de Michel Martelly, em 7 de fevereiro de 2016, Jocelerme Privert foi eleito presidente provisório da República do Haiti pelo Senado da República e pela Câmara dos Deputados reunidos na Assembleia Nacional em 14 de fevereiro após o segundo turno de votação. O seu mandato estava limitado a cento e vinte dias, nos termos de um acordo assinado poucas horas antes do fim do mandato do Presidente Martelly. Privert renuncia, na sequência, ao seu assento como senador e presidente do Senado.
Em abril, o segundo turno das eleições presidenciais é adiado para data desconhecida, em seguida, em 31 de maio, a comissão eleitoral recomenda a organização de um novo primeiro turno, ao passo que o mandato de Privert termina em 14 de junho. Em 6 de junho, a eleição presidencial foi oficialmente cancelada pelo presidente do Conselho Eleitoral Provisório, conduzindo a uma nova votação. Em 14 de junho, o Parlamento declara o fim do mandato presidencial. Três dias depois, em entrevista à AFP, anunciou que permaneceria no cargo até que o Parlamento tomasse uma decisão. No entanto, a Entente Democrática, uma coalizão de oposição liderada pelo ex-primeiro-ministro Evans Paul, pede a sua saída. Uma sessão da Assembleia Nacional é marcada para 21 de junho para decidir sobre a prorrogação ou não do mandato. No entanto, esta sessão é adiada para data indefinida, após manifestações pró-Privert. Uma nova sessão é realizada em 28 de junho, mas não leva a nenhum resultado.
Em 29 de novembro de 2016, Jovenel Moïse foi eleito Presidente da República. Em 7 de fevereiro de 2017, Jocelerme Privert deixou o cargo e transferiu o poder para o presidente eleito.
As eleições legislativas, marcadas para 2018, foram repetidamente adiadas. Essa situação permite que o presidente fortaleça seus próprios poderes. A partir de janeiro de 2020, Jovenel Moïse decide governar por decreto.

### Corrupção e problemas sociais
Os protestos começaram na sequência de denúncias judiciais de que altos funcionários do governo haitiano usaram fraudulentamente até US$ 3,8 bilhões em empréstimos do programa Petrocaribe da Venezuela e que o presidente Jovenel Moïse estava envolvido em casos de corrupção (bem como quinze ex-ministros e altos funcionários públicos, incluindo dois ex-chefes de governo). As empresas de Jovenel Moïse são apontadas como estando "no centro de um esquema de desfalque".
Os problemas econômicos, incluindo o aumento do custo de vida, também alimentaram protestos no país. Quase um quarto da população é afetada pela insegurança alimentar e a situação sanitária tende a se deteriorar devido à escassez de gasolina, tornando os hospitais cada vez menos operacionais.
Com a inflação galopante e a desvalorização acelerada da moeda nacional, o governo de Moïse recorreu a um empréstimo do Fundo Monetário Internacional (FMI), que concederá ao Haiti um crédito de 229 milhões de dólares. Em contrapartida, o órgão exige do governo haitiano maior controle dos gastos fiscais e combate à corrupção. Dessa forma, influenciado pelo FMI, um aumento de até 50% nos preços dos combustíveis contribui para a indignação da população. A medida é descrita como “irresponsável e intempestiva” e “total desprezo pela população” pelo economista Camille Chalmers, Secretário Executivo da Plateforme de plaidoyer pour un développement alternatif.

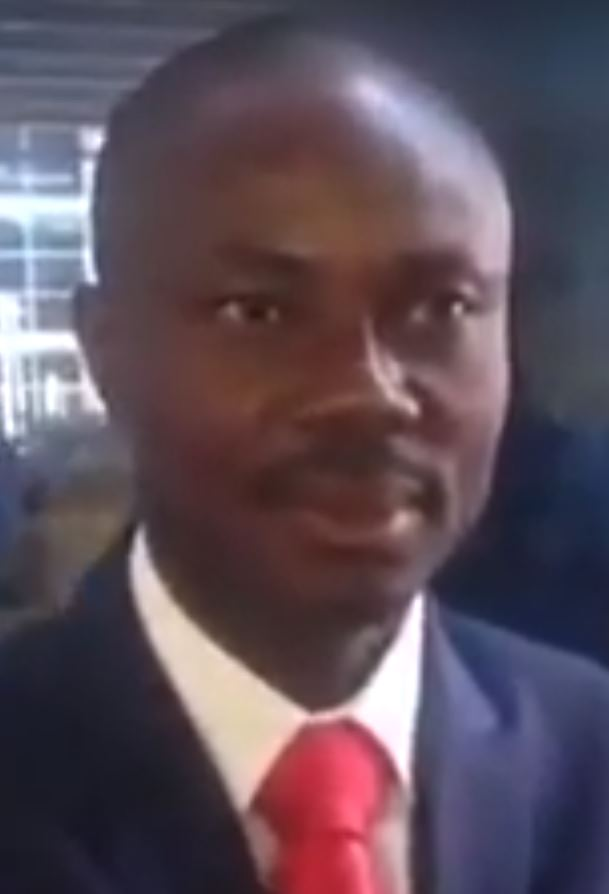
Jean-Charles Moïse, líder da oposição e candidato presidencial de 2016.

## Crise política e protestos
A oposição é liderada principalmente por Jean-Charles Moïse, líder do partido Platfom Pitit Desalin. O Presidente Moïse exortou a oposição a participar de um diálogo pacífico. A polícia nacional disse que havia “indivíduos mal-intencionados” que interromperam manifestações pacíficas no país. A oposição recusou as ofertas de diálogo do presidente e exigiu sua renúncia, em seguida, organizou uma greve geral nacional para forçá-lo a renunciar ao cargo.. Jean-Charles Moïse e deputados da oposição pediram um governo de transição para substituir Jovenel Moïse. O líder da oposição declarou: “Se Jovenel Moïse não quiser deixar o poder, nomearemos um presidente interino nos próximos dias”. Seis militantes do partido foram assassinados.

### 2018
Quando a Venezuela parou de enviar petróleo para o Haiti em março de 2018, isso levou à escassez de combustível. Com a remoção dos subsídios governamentais em julho, os preços do querosene subiram mais de 50%, com aumentos igualmente acentuados em outros combustíveis fósseis. Esses aumentos nos impostos sobre gasolina, diesel e querosene, que entraram em vigor em 7 de julho de 2018, levaram os haitianos às ruas. Os voos foram cancelados para dentro e para fora do Haiti por companhias aéreas estadunidenses. O governo recuou nos aumentos de impostos e o presidente aceitou a renúncia do inexperiente Jack Guy Lafontant como primeiro-ministro em 14 de julho de 2018, substituído um mês depois por Jean-Henry Céant.
Em meados de agosto de 2018, Gilbert Mirambeau Jr. twittou uma foto de si mesmo com os olhos vendados segurando uma placa de papelão com "Kot kòb PetwoKaribe a?" ("Para onde foi o dinheiro da PetroCaribe?") escrito nela. A hashtag petrocaribechallenge logo circulou amplamente nas mídias sociais.
A indignação pelas revelações e acusações da investigação intensificaram nas mídias sociais no outono e novamente, primeiro em outubro de 2018, com cenas tensas e violência em Les Cayes, em Jacmel e em Saint-Marc. Uma semana de protestos em novembro de 2018 levou a 10 mortes, incluindo várias quando um carro do governo "perdeu uma roda e colidiu com uma multidão".

### 2019
Protestos significativos eclodiriam novamente em fevereiro de 2019 após um relatório do tribunal que examina o inquérito do Senado sobre a Petrocaribe.
Em 7 de fevereiro, os manifestantes atacaram e danificaram os veículos de luxo dos haitianos ricos. No dia seguinte, os prefeitos de Pétion-Ville e Porto Príncipe anunciaram o cancelamento dos eventos pré-Carnaval haitiano. Dois dias depois, manifestantes entraram em confronto com a polícia, com manifestantes atirando pedras na casa do presidente Moïse, depois que um dos seguranças de seus aliados atingiu o carro de uma mulher e começou a espancá-la. Em 12 de fevereiro, manifestantes incendiaram um mercado popular, saquearam lojas e ajudaram na fuga da prisão em Aquin que libertou todos os prisioneiros da instalação. Em Porto Príncipe, o prédio que abriga os consulados italiano e peruano foi saqueado pelos manifestantes.
O presidente Moïse dirigiu-se ao país em 14 de fevereiro, dizendo que não renunciaria e "entregaria o país a gangues armadas e traficantes de drogas". Durante um cortejo fúnebre em 22 de fevereiro, a polícia haitiana disparou gás lacrimogêneo contra uma multidão de cerca de 200 pessoas carregando o caixão de um homem morto durante protestos dias antes. O líder da oposição Schiller Louidor convocou futuros protestos, embora o tamanho geral dos protestos tenha começado a diminuir naquele dia.
Três dias depois que a câmara baixa votou uma moção de censura contra o governo do primeiro-ministro Jean-Henry Céant em 18 de março de 2019, o presidente Moïse substituiu Céant por Jean-Michel Lapin. Em meados de novembro de 2019, essa mudança não havia sido ratificada pelo Parlamento haitiano. Sem um governo devido ao impasse entre o Presidente e o Parlamento, o Haiti teve centenas de milhões em ajuda internacional – para a qual ter um governo em exercício era um pré-requisito – suspenso.
Durante a escalada de protestos em 10 de junho, o jornalista Rospide Petion foi baleado em um carro da empresa a caminho de casa da Radio Sans Fin em Porto Príncipe, onde havia criticado o governo no ar antes de deixar a estação.
Em 4 de outubro, milhares protestaram em todo o Haiti. Em Porto Príncipe, o prefeito juntou-se aos manifestantes pedindo a renúncia do presidente Moïse. Dois dias antes, a oposição enviou uma carta por delegação ao secretário-geral da ONU denunciando o papel do presidente em exercício no caso Petrocaribe e o papel do governo no massacre de La Saline. Lyonel Trouillot escreveu em L'Humanité que "[s]em mergulhar na teoria da conspiração, há algo preocupante sobre o silêncio da comunidade internacional sobre a situação haitiana."
Em 11 de outubro, Néhémie Joseph, um segundo jornalista de rádio crítico do governo, foi encontrado morto no porta-malas de seu carro em Mirebalais. Em 22 de outubro, milhares de católicos se manifestaram na capital. Crises de energia, bloqueios de estradas e distúrbios generalizados levaram a quedas maciças no turismo, causando o fechamento de hotéis em Petion-ville, onde o Best Western Premier fechou permanentemente, e em Cap-Haïtien, onde Mont Joli foi fechado.  Duas pessoas foram mortas em protestos em Porto Príncipe em 27 de outubro. Policiais mascarados estavam nas ruas se manifestando naquele dia por causa dos baixos salários e pela falta de seguro de saúde.
Embora a constituição haitiana preveja eleições legislativas em outubro, nenhuma foi realizada naquele mês. As Nações Unidas anunciaram que contaram 42 mortes e 86 feridos desde meados de setembro.
Peyi lok ("bloqueio do país") é como a situação foi descrita no crioulo haitiano em novembro de 2019, após dois meses e meio com escolas, tribunais, empresas, serviços públicos e produção econômica em grande parte fechados.
Embora os pais e diretores de escolas ainda se sentissem inquietos em meio a barricadas e tiros, as escolas em todo o país começaram a reabrir em dezembro.
O subsecretário de Estado para Assuntos Políticos dos Estados Unidos (David Hale) visitou o Haiti em 6 de dezembro, acompanhando a visita da embaixadora dos Estados Unidos na ONU Kelly Craft em novembro.Durante sua visita, se reuniram com o governo e com líderes de vários partidos políticos da oposição, alguns dos quais, incluindo Fanmi Lavalas e Fusion-Mache Kontre, recusaram qualquer colaboração com o presidente Moïse. Em 10 de dezembro, o Comitê de Relações Exteriores da Câmara dos Estados Unidos iniciou audiências sobre a situação no Haiti, que Frederica Wilson havia solicitado. Na audiência, Maxine Waters criticou fortemente o apoio dos Estados Unidos ao presidente Moïse. Nem o Departamento de Estado nem a USAID estiveram presentes nas audiências.

### 2020
Em setembro e outubro de 2020, mais protestos ocorreram em todo o país. Os manifestantes criticaram a resposta do governo à pandemia de COVID-19 no Haiti, alegando que não forneceu o suficiente para aqueles que perderam seus empregos por causa do vírus.
Os policiais realizaram protestos exigindo melhores salários e condições de trabalho. A polícia trocou tiros com soldados haitianos do lado de fora do Palácio Nacional, onde protestavam contra as condições de trabalho em fevereiro. No início de 2020, um relatório das Nações Unidas disse que a polícia haitiana era corrupta e não protegia a população.

### 2021
Em 14 de janeiro, centenas se manifestaram em Porto Príncipe, Cap-Haïtien, Jacmel, Saint-Marc e Gonaïves contra o presidente Moïse. A maioria das manifestações foi pacífica, mas houve relatos de violência. Em 20 de janeiro, centenas novamente se manifestaram em Porto Príncipe e Cap-Haitien. Uma mulher foi atingida por balas de borracha e várias outras ficaram feridas durante os protestos. Em 28 de janeiro, jornalistas, legisladores, policiais, aposentados, ex-policiais e juízes de direitos humanos lideraram protestos contra abusos de direitos humanos e brutalidade policial, violência e repressão contra manifestantes.
Em 7 de fevereiro de 2021, partidários da oposição contra o presidente Moïse supostamente tentaram um golpe de Estado. Moïse ordenou a prisão de 23 pessoas. Centenas de pessoas marcharam pelas ruas de Porto Príncipe em 9 de fevereiro, gritando "Abaixo o sequestro! Abaixo a ditadura!" Eles reforçaram as demandas da oposição pela renúncia do presidente Moïse. A polícia lançou gás lacrimogêneo e disparou para o ar na tentativa de dispersar os manifestantes, que atiraram pedras em represália. De 8 a 9 de fevereiro, ocorreram confrontos com manifestantes e forças de segurança em Porto Príncipe, nos quais os manifestantes atiraram pedras e gritaram "Fora com os ditadores" enquanto a tropa de choque disparou gás lacrimogêneo naqueles que protestavam contra assassinatos e os limites de mandato disputados.
De acordo com a oposição, o mandato de Moïse como presidente deveria terminar em 7 de fevereiro de 2021, mas Moïse afirmou que seu mandato não terminaria até 2022. Em 10 de fevereiro, a polícia usou gás lacrimogêneo e atirou para o ar para dispersar uma multidão de manifestantes que atirava pedras. Vinte e três pessoas foram presas e dois jornalistas ficaram feridos durante o incidente. Os manifestantes gritaram "Estamos de volta à ditadura! Abaixo Moïse! Abaixo Sison", uma referência a Embaixadora dos Estados Unidos Michele J. Sison, que apoia Moïse. Em 15 de fevereiro, dezenas de milhares de manifestantes se reuniram novamente em Porto Príncipe, acusando o governo de tentar estabelecer uma nova ditadura e denunciando o apoio internacional ao presidente Moïse e agitando a bandeira nacional. Gritos como "Abaixo a ditadura" foram entoados durante protestos em massa.
Em 21 de fevereiro, o movimento de oposição lançou grandes protestos em Jacmel e Porto Príncipe contra o presidente e lutou contra as forças de segurança. Foi a terceira greve geral, após a greve nacional de 2 e 8 de fevereiro. Em 25 de fevereiro, pelo menos 25 foram mortos e muitos feridos durante uma fuga da Prisão Civil de Croix-des-Bouquets, durante a qual o líder de gangue Arnel Joseph escapou. Joseph foi posteriormente encontrado e morto em L'Estère. Em 28 de fevereiro, os manifestantes foram às ruas alvejando escritórios e apedrejando a polícia, apesar de uma repressão sangrenta às manifestações generalizadas da oposição nas ruas.
Milhares de haitianos lotaram as ruas da capital Porto Príncipe, as manifestações e protestos foram pacíficos; médicos e advogados deficientes participaram do protesto nos dias 7 e 9 de março. Os manifestantes pediram a renúncia do presidente Moïse e do primeiro-ministro Joseph Jouthe. A hastag FreeHaiti liderou manifestações de oposição em todo o Haiti em 15 de março, para protestar contra a morte de quatro policiais em um vilarejo em Porto Príncipe, pedindo a renúncia do governo e exigindo uma repressão à violência liderada por gangues contra civis inocentes. Os cidadãos também expressaram sua oposição à corrupção e às gangues armadas que controlam as cidades. Em 17 de março, milhares agitam galhos de árvores e bandeiras em protesto. Dezenas de milhares de manifestantes e policiais protestaram em toda a capital contra a corrupção e as prisões policiais. Policiais estagiários se juntaram à fuga da prisão enquanto os cidadãos foram às ruas pelo quinto dia para bloquear estradas com veículos, entulhos e pneus em chamas, também vandalizando uma concessionária de carros.
Em 3 de abril, milhares de mulheres manifestantes marcharam no 35.º aniversário dos protestos das mulheres haitianas em 1986. Trabalhadores de empresas privadas endossaram uma paralisação nacional do trabalho que ocorreu em 15 de abril para protestar contra a crise de segurança do Haiti. Em abril, os manifestantes atacaram as áreas ao redor dos prédios do governo, com ovos, cores, mensagens de Páscoa e símbolos vodu para persuadir o presidente Moïse a renunciar antes das eleições. Em 22 de abril, símbolos brancos foram desenhados durante os protestos nas ruas, uma tática de batalha para convocar o presidente Moïse a renunciar em Jericó e Porto Príncipe. Em 7 de abril, os manifestantes circundaram o palácio nacional sete vezes, encontraram-se com a polícia disparando gás lacrimogêneo; o mesmo aconteceu em 22 de abril, quando freiras entraram em confronto com a polícia.

#### Intensificação da crise politica e assassinato de Jovenel Moïse
Existia ambiguidade sobre a data final do mandato de Jovenel Moïse. Enquanto este último considerava que, tendo sido eleito em 2016 e tendo tomado posse em 7 de fevereiro do ano seguinte, seu mandato terminava em 7 de fevereiro de 2022. A oposição e setores da sociedade civil, por sua vez, sustentavam que seu mandato terminou em 7 de fevereiro de 2021. Neste dia, o Conselho Superior do Poder Judiciário declara o fim do mandato presidencial. Igualmente, o governo anunciou que havia frustrado uma tentativa de golpe. No dia seguinte, a oposição nomeou o juiz Joseph Mécène Jean-Louis como presidente interino por um período de transição de dois anos e a elaboração durante esse período de uma nova Constituição consensual no âmbito de uma conferência nacional.
As instituições, paralisadas por falta de eleições, não conseguem traçar um plano para acabar com a crise. O Conselho Constitucional existe apenas na teoria. O Senado, autorizado por lei a resolver esse tipo de situação, mostra-se incapaz de reagir. Devido à ausência de eleições para renovar sua composição, apenas um terço dos senadores ainda permanece. Da mesma forma, a Assembleia Nacional não se reúne desde janeiro por falta de legislação.
Em resposta, Jovenel Moïse decidiu aposentar os três juízes dissidentes Yveckel Dieujuste Dabresil, Wendelle Coq Thelot, bem como Joseph Mécène Jean-Louis. No entanto, nos termos da Constituição, estes são inamovíveis.
Jovenel Moïse demite seu primeiro-ministro Joseph Jouthe em abril e o substitui por Claude Joseph, anteriormente à frente das Relações Exteriores. Este último é o sexto primeiro-ministro nomeado em quatro anos.
A crise culmina com o assassinato do presidente Jovenel Moïse na manhã de 7 de julho de 2021, em Pétion-Ville, supostamente por um grupo de 28 mercenários estrangeiros; três dos supostos assassinos foram mortos e 20 presos, enquanto uma caçada aos mandantes do ataque prosseguia. O estado de sítio é então declarado pelo primeiro-ministro interino Claude Joseph.
Depois que o primeiro-ministro interino, Claude Joseph, deixou o cargo, Ariel Henry foi empossado como seu substituto em 20 de julho de 2021.

### 2022
Enquanto a oposição tenta substituí-lo por um executivo e um governo provisório até 7 de fevereiro de 2022 (data prevista para o fim do mandato do presidente Jovenel Moïse), os Estados Unidos acreditam que Ariel Henry pode se manter no poder até que novas eleições sejam realizadas. Em janeiro de 2022, o ex-primeiro-ministro Fritz Jean apresentou sua candidatura à presidência da República ao Conselho de Transição, instituído pelos partidos de oposição quando os Acordos de Montana foram assinados. Após esta consulta, Fritz Jean foi eleito Presidente da República e Steven Benoît como primeiro-ministro. Ariel Henry se recusa a deixar o poder, acreditando que seu mandato prevê organizar novas eleições. No entanto, o presidente do Senado, Joseph Lambert, sustenta que o mandato do governo terminou em 7 de fevereiro, e que além dessa data, ele deve apenas agilizar os assuntos rotineiros até que uma consulta nacional seja realizada.
Após um anúncio do primeiro-ministro interino do Haiti, Ariel Henry, em 11 de setembro, de que o governo acabaria com os subsídios aos combustíveis e que o preço dos produtos petrolíferos aumentaria, as manifestações na capital de Porto Príncipe escalaram para um motim em 14 de setembro. Os protestos fizeram com que várias instituições fechassem temporariamente, incluindo as embaixadas da Espanha e da França, e bancos. Alguns manifestantes também atacaram as casas de políticos (incluindo a casa do líder da oposição André Michel), empresas e saquearam armazéns da UNICEF contendo ajuda humanitária. As Nações Unidas declararam que perderam US$ 6 000 000 em suprimentos.
Em 12 de setembro, uma aliança de mais de uma dezena de gangues (conhecidas como G9 Family and Allies) respondeu cavando trincheiras e colocando contêineres de carga como barreiras na estrada para o terminal de combustível de Varreux – o maior depósito de combustível do Haiti, onde 70% do combustível do país é armazenado — na área de Cité Soleil de Porto Príncipe, bloqueando-o. Eles exigiram que Henry renunciasse e que o governo reduzisse os preços dos combustíveis e bens básicos. A inflação no Haiti havia subido em torno de 30%, agravando a situação. O bloqueio fez com que muitos postos de gasolina fechassem; empresas de entrega de água e serviços de coleta de resíduos parassem de operar; hospitais reduzissem serviços; escolas fechassem; mercearias e bancos passassem por dificuldades; trabalhadores não conseguem se deslocar para o trabalho; além de apagões. Como resultado, há escassez de combustível e água potável. Em 4 de outubro de 2022, um galão de gasolina no mercado negro custava cerca de US$ 30 a US$ 40. As gangues são poderosas no Haiti, com as Nações Unidas estimando que as gangues controlam cerca de 40% de Porto Príncipe.
Em 25 de outubro, o correspondente de relações exteriores e defesa da PBS NewsHour, Nick Schifrin, informou do Haiti que, em um hospital operado pela organização não governamental humanitária (ONG) Médicos Sem Fronteiras (MSF), mais de um um quarto dos pacientes são vítimas de tiros por gangues armadas.
Além disso, sequestros ocorrem "em plena luz do dia", com alguns membros de gangues sequestrando haitianos de seus carros e mantendo-os para resgate.
No meio da manhã de 3 de novembro de 2022, a Polícia Nacional do Haiti lançou uma operação para enfrentar a coalizão de gangues do G9 que bloqueava o terminal de combustível de Varreux, resultando em tiroteio pesado.

#### Surto de cólera e fome
Um surto de cólera no Haiti foi relatado em outubro de 2022, após um período de três anos sem um novo caso confirmado da doença no país. A propagação da doença foi atribuída a prisões superlotadas, favelas administradas por gangues e falta de água potável. Em 2 de outubro, Moha Zemrag, coordenador do projeto de MSF, afirmou que a maioria dos pacientes de cólera haitianos sob observação de MSF são crianças. Até 12 de outubro, a Organização Pan-Americana da Saúde (OPAS) relatou pelo menos 35 mortes oficiais por cólera, bem como 600 casos suspeitos nas áreas ao redor de Porto Príncipe. Em 30 de outubro, o Ministério da Saúde do Haiti informou que os números haviam subido para 55 mortes e 2 243 casos suspeitos.
Além disso, o Programa Mundial de Alimentos (PMA) informou em 14 de outubro que um recorde de 4,7 milhões de pessoas (quase metade da população do país) está enfrentando fome aguda; usando a Classificação da Fase de Segurança Alimentar Integrada (IPC), o PAM classificou 19 000 dessas pessoas como pertencentes ao quinto e mais alto nível da escala, a fase "Catástrofe" (IPC 5).

### 2023
Em 2023, a situação no Haiti continuou a piorar, com os últimos funcionários democraticamente eleitos a deixarem o cargo, saindo do país sem um governo eleito. Vários assassinatos policiais cometidos por gangues, incluindo o assassinato de quatro policiais pela gangue Vitel'Homme em Pétionville e o assassinato de sete policiais em 25 de janeiro em Liancourt pela gangue Savien, levaram a polícia a lançar um motim na residência do primeiro-ministro Ariel Henry. Os tumultos terminaram alguns dias depois. O Canadá anunciou no dia 6 de fevereiro que iniciaria voos de vigilância para o Haiti, a fim de monitorar a situação no país. De acordo com documentos estadunidense vazados no final de fevereiro, o Grupo Wagner manifestou interesse em intervir no Haiti.
Uma série de batalhas entre gangues no início de março levou à morte de 208 pessoas, os sequestros aumentaram 72% em relação ao primeiro trimestre do ano anterior. Médicos, advogados e outros membros ricos da sociedade haitiana foram sequestrados e mantidos sob custódia. Entre os exemplos estão Jean-Dickens Toussaint e Abigail Toussaint, um casal haitiano-americano que foi sequestrado em 18 de março e posteriormente libertado; Robert Denis, o diretor da estação de TV Canal Bleu sequestrado em 11 de abril; e Harold Marzouka, o vice-cônsul de São Cristóvão e Nevis e CEO da Haiti Plastics, sequestrado em 15 de abril. Muitas vítimas foram mortas depois dos seus entes queridos não terem pago o resgate, enquanto muitos membros da classe alta fugiram do país, levando ao processo de fuga de cérebros. A violência continuou em abril, após três agentes da polícia serem mortos numa emboscada no dia 9 de Abril pelo bando Ti Makak no bairro de Thomassin. Treze membros de gangues foram queimados vivos por uma multidão enquanto eram transportados.
Em 27 de Julho, os Estados Unidos ordenaram que o seu pessoal não essencial abandonasse o país o mais rapidamente possível. Esta ordem foi dada no mesmo dia em que uma enfermeira estadunidense e o seu filho foram raptados.
Em 30 de julho, o Quênia concordou em liderar uma missão multinacional de paz no país.
Em setembro de 2023, relatórios indicavam que aproximadamente 80% da capital haitiana estava sob o controle de gangues. A crise crescente levou a discussões sobre uma potencial intervenção policial liderada pelo Quênia no Haiti, apoiada por mil homens das Nações Unidas, que o governo queniano já tinha oferecido, mas que o Haiti inicialmente relutou em aceitar. Em 2 de outubro de 2023, a resolução 2.699 do Conselho de Segurança das Nações Unidas foi aprovada, autorizando uma "missão multinacional de apoio à segurança" liderada pelos quenianos no Haiti. Se tal intervenção ocorresse, seria a primeira vez que um país da União Africana lideraria uma grande operação de manutenção da paz fora de África. Em 5 de outubro de 2023, o ministro das Relações Exteriores queniano, Alfred Mutua, foi substituído por Musalia Mudavadi em meio à controvérsia interna sobre os planos.

### 2024
A partir de janeiro de 2024, após sua deportação após a libertação de uma prisão nos Estados Unidos, o ex-senador Guy Philippe, com o apoio de uma milícia armada que se tornou desonesta — a Brigada de Segurança de Áreas Protegidas (BSAP) —liderou protestos exigindo a renúncia de Ariel Henry.
Em 26 de janeiro de 2024, um juiz do Supremo Tribunal do Quênia suspendeu o envio de agentes da polícia para o Haiti, alegando que o Conselho de Segurança Nacional não tem poder legal para enviar membros da polícia (e não militares) para o estrangeiro e que a polícia queniana só poderia ser implantada no exterior se houver um acordo recíproco entre o Quênia e o país anfitrião. O governo disse que iria recorrer da decisão, oferecendo-se para contornar a decisão anterior do Supremo Tribunal. Em 29 de fevereiro de 2024, enquanto o primeiro-ministro haitiano, também na qualidade de presidente, estava no Quênia a assinar o acordo, uma onda de violência eclodiu no país. Os tiros foram direcionados ao principal aeroporto do país e a muitos negócios da região, com duas delegacias de polícia tomadas. O líder da gangue Jimmy Chérizier divulgou um vídeo afirmando que o objetivo de sua operação era impedir que Ariel Henry retornasse ao Haiti. Dizia-se que Chérizier tinha o apoio de outras gangues como parte de uma coalizão chamada "Viv Ansanm" (crioulo haitiano para "viver junto"); embora essa coalizão tenha se dissolvido rapidamente, outras gangues ainda lançaram ataques junto com a gangue G9 de Chérizier.
Em março de 2024, o governo queniano anunciou que tinha assinado um acordo com o Haiti para enviar mil agentes policiais ao país.
No início de março de 2024, milhares de prisioneiros foram libertados de uma prisão perto de Porto Príncipe quando gangues a invadiram. À medida que a situação de segurança na capital haitiana se deteriorava, em 3 de março, o governo liderado pelo Ministro da Economia e Finanças, Michel Patrick Boisvert, em substituição do primeiro-ministro Ariel Henry, emitiu o estado de emergência.
Em 4 de março, gangues armadas atacaram o fortemente o Aeroporto Internacional Toussaint Louverture, trocando tiros com a polícia e as Forças Armadas do Haiti na tentativa de assumir o controle das instalações após rumores de que Henry retornaria ao país, alimentando especulações de que um uma aliança entre gangues rivais estava se formando para derrubar o governo haitiano. Outros líderes de gangues, incluindo Guy Philippe, supostamente tentarão assumir a presidência do Haiti. Com o aeroporto de Porto Príncipe fechado devido à violência de gangues, em 5 de março, o avião fretado de Henry foi impedido de pousar em Santo Domingo e pousou em San Juan, em Porto Rico.
Nos dias seguintes, os militares dos Estados Unidos transportaram por via aérea os funcionários de sua embaixada do país. A União Europeia também evacuou todo a sua equipe diplomática do Haiti.
Em 12 de março de 2024, Ariel Henry anunciou que renunciaria e que um conselho de transição selecionaria um primeiro-ministro interino. Não está claro se o conselho de transição também funcionará como um governo de fato.